# Aulonemia bogotensis
Aulonemia bogotensis là một loài thực vật có hoa trong họ Hòa thảo. Loài này được L.G.Clark, Londoño & M.Kobay. mô tả khoa học đầu tiên năm 1997.